# Leal e Valerosa Cidade de Porto Alegre

Brasão da cidade de Porto Alegre

Leal e Valerosa Cidade de Porto Alegre é um título de Porto Alegre, a capital do estado brasileiro do Rio Grande do Sul, concedido em 1841 pelo imperador D. Pedro II em virtude do seu posicionamento a favor do Império e pelos seus feitos durante a Revolução Farroupilha, resistindo a três cercos dos rebeldes. No entanto, no decreto de outorga constava a palavra Valorosa.
A confusão sobre a grafia correta persiste até hoje no entendimento popular e mesmo entre historiadores. Um compêndio de 1849 de leis do Império diz textualmente, na seção Cidades: "A de Porto Alegre (recebeu o título) de Leal e Valorosa. Decr. 103, 10 Outubro 1841". O texto integral do decreto, como publicado em 1864 na Collecção das Leis do Imperio do Brasil de 1841, também o confirma (mantida a grafia da época):
DECRETO N. 103 - de 19 de Outubro de 1841.
Concede à Cidade de Porto Alegre o título de Leal e Valorosa.
Tendo em consideração a lealdade, e o valor, que mostrárão os habitantes da Cidade de Porto Alegre no dia 15 de Julho de 1836, em que a restaurárão do poder dos rebeldes; e Querendo dar a este importante feito o apreço que merece: Hei por bem que a referida Cidade seja d'ora em diante denominada - Leal, e Valorosa Cidade de Porto Alegre.
Candido José de Araujo Vianna, do Meu Conselho, Ministro e Secretario de Estado dos Negocios do Imperio, assim o tenha entendido e faça executar com os despachos necessarios. Palacio do Rio de Janeiro em dezanove de Outubro de mil oitocentos quarenta e um, vigesimo da Independencia e do Imperio.
Com a Rubrica de Sua Magestade o Imperador.
(Assina) Candido José de Araujo Vianna.
É redação idêntica à disponibilizada atualmente pelo Senado Federal.
Mesmo assim, o título é grafado oficialmente como "Leal e Valerosa Cidade de Porto Alegre". A consagração do arcaísmo "valerosa" se deve a uma preferência pessoal do secretário da Câmara, José Joaquim Afonso Alves, que até deixar o cargo em 1842 assim inscreveu a palavra na abertura das atas do legislativo municipal. Seus sucessores, porém, reverteram à grafia original e correta, "valorosa", mas nos anos 1950, quando se decidiu formalizar o desenho do brasão de Porto Alegre, o arcaísmo foi reintroduzido por influência de Walter Spalding, importante historiador local, que também o preferia, escrevendo até um livro intitulado exatamente Leal e Valerosa Cidade de Porto Alegre. E nesta forma arcaica a palavra consta nos símbolos oficiais em uso até hoje, o brasão e o hino da cidade.